# O-gon Kwon
O-gon Kwon (Cheongju, 12 september 1953) is een Zuid-Koreaans rechter. Als rechter van het Joegoslavië-tribunaal was hij betrokken bij de processen tegen Slobodan Milošević en Radovan Karadžić.

## Levensloop
Kwon studeerde rechten aan de Nationale Universiteit van Seoel en slaagde hier in 1976 met een Bachelor of Laws en in 1983 met een Master of Laws. Ondertussen nam hij vanaf 1979 een leerlingschap op zich bij het juridische onderzoeks- en trainingsinstituut van het hooggerechtshof van Zuid-Korea. In 1985 ontving hij nogmaals de titel van Master of Laws, ditmaal van de Harvard Law School.
Van 1979 tot 1984 was hij daarnaast juridisch adviseur van de president van Zuid-Korea. Vervolgens werd hij van 1986 tot 1990 rechter van het strafrechtelijk districtshof van Seoel en het hoger gerechtshof van Daegu. Van 1992 tot 1993 was hij onderzoeksrechter voor het hooggerechtshof en aansluitend tot 1999 voorzittend rechter van de districtsrechtbanken van Seoel. Daarnaast was hij van 1997 tot 1999 onderzoeksdirecteur van het constitutionele hof van Zuid-Korea.
In 2001 werd hij gekozen tot rechter van het Joegoslavië-tribunaal in Den Haag. Hij diende als rechter in onder meer de processen tegen Slobodan Milošević, Radovan Karadžić en Vujadin Popović.Van 2008 tot 2011 was hij daarnaast vicepresident van het tribunaal. In 2008 werd hij opgenomen in de Orde van Verdienste van Zuid-Korea.